# 엘레프테리오스 페트루니아스
엘레프테리오스 페트루니아스(그리스어: Ελευθέριος Πετρούνιας, 그리스어 발음: [elefˈθeri.oz peˈtruɲas], 1990년 11월 30일~)는 그리스의 체조 선수로 주 종목은 링이다. 2016년 하계 올림픽 남자 링 부문에서 금메달을, 2020년과 2024년 하계 올림픽 남자 링 부문에서 동메달을, 세계 선수권 대회에서 금메달 3개를 획득했다.
레프테리스 페트루니아스(그리스어: Λευτέρης Πετρούνιας, 영어: Lefteris Petrounias, 그리스어 발음: [lefˈteris peˈtruɲas])로도 알려져 있으며 2015년부터 2018년까지 4회 연속으로 그리스 올해의 스포츠인으로 선정되었다.

## 개인사
2019년 여자 체조 선수 바실리키 밀루시와 결혼했으며, 슬하에 소피아, 엘레니 두 딸을 뒀다.